# Galería Ex-escuela de Cristo
La Galería Ex-escuela de Cristo, también conocida como Escuela Pía o antigua escuela Pía, es un espacio cultural ubicado en la antigua calle Relox hoy Andador Juárez, en el centro histórico de la ciudad de Aguascalientes, a unas cuadras de la Catedral de Aguascalientes. Fue inaugurado como espacio artístico en el 2004 perteneciente al Instituto Cultural de Aguascalientes, y es sede de exposiciones, presentaciones artísticas, tianguis culturales, premiaciones y demás eventos.

## Historia del inmueble
El recinto fue construido en el año 1773 y es un espacio relevante en la historia de Aguascalientes pues fue la primera institución educativa de carácter público del estado, fundada por Francisco Rivero y Gutiérrez y teniendo como primer director al maestro José Antonio Velarde practicando la catequesis de la tradición colonial. En 1830 se modifica el espacio y se construye un salón con arcos y bóvedas, en 1837 se introduce el sistema lancasteriano.
El edificio fue abandonado a principios del siglo XX, y posteriormente adquirido por una cadena de venta de zapatos para instalar una tienda. En el año 2001 los periodistas José Antonio Zapata Cabral y Sergio Reyes Rezéndiz documentaron gráficamente la destrucción del interior del inmueble luego de que sus propietarios decidieran ampliar sus Bodegas dentro del mismo, investigación que fue aprovechada por el entonces gobernador del estado, Felipe González González para intervenir el inmueble y posteriormente, en 2004, justificar su expropiación para ser incorporado al catálogo Cultural de Aguascalientes, transformándose en una galería bajo el nombre de Escuela Pía Centro de Artes, popularmente conocida como Galería Ex-escuela de Cristo.

## Historia de la Galería
Tras el abandono del recinto, este pasó a formar parte del Instituto Cultural de Aguascalientes, remodelando lo que anteriormente era el salón de clases y adaptándolo para ser un espacio apto para exposiciones; además cuenta con una explanada utilizada para presentaciones, tianguis culturales, exhibiciones y encuentros. 
Se inaugura oficialmente el 7 de octubre de 2004, con la exposición “Ser antes de hacer” del maestro Ángel Zárraga.

## Listado de exposiciones

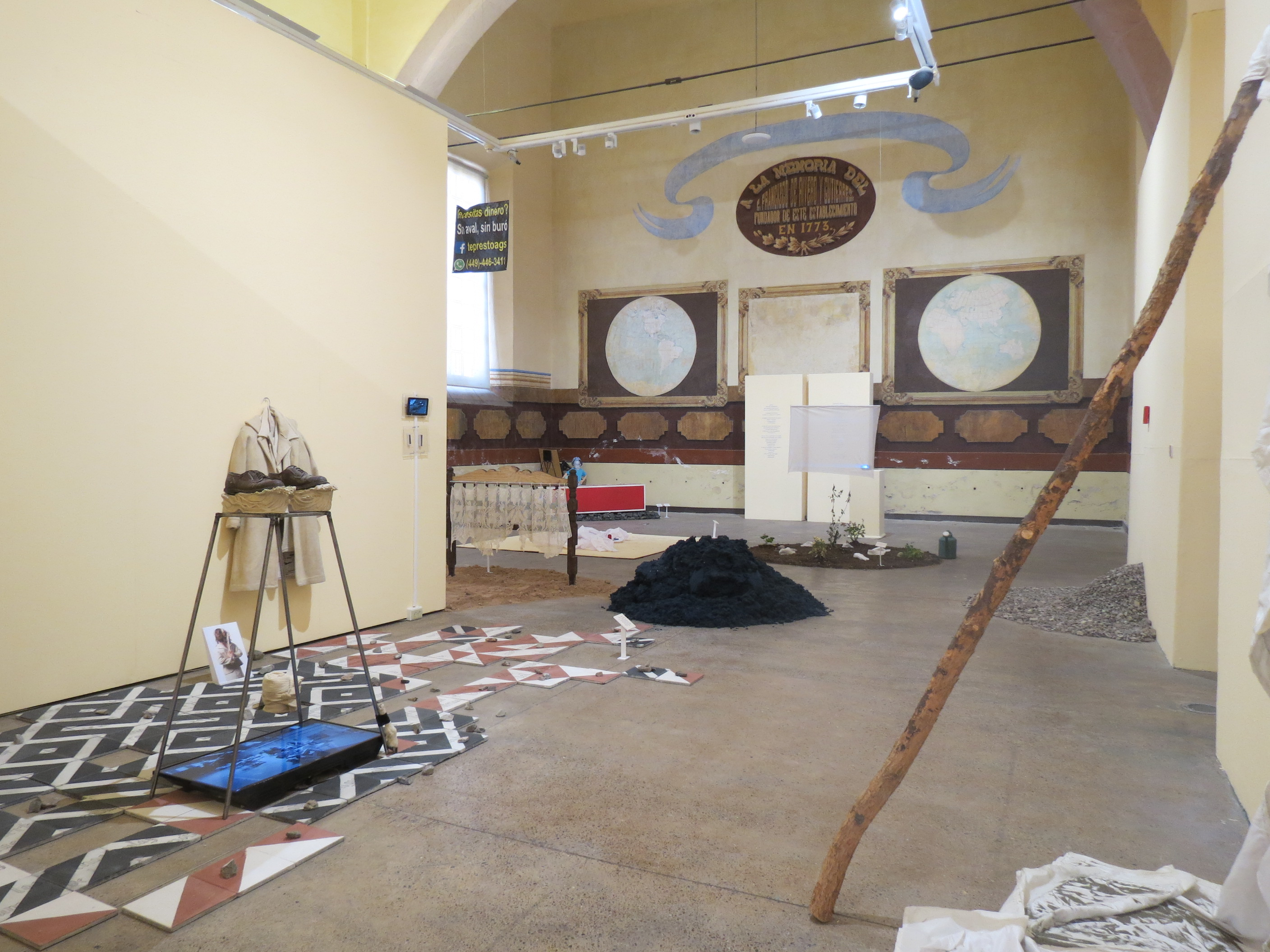
Instalación de Pilar Ramos en la exposición De Aquí para Allá. Agitaciones recíprocas entre México y Chile.

- La sucesión de!! de Gilberto Estrada (2023)[4]
- Del color de la Tersura de Jesús Reyna (2022)[5]
- De aquí para allá. Agitaciones recíprocas entre México y Chile exposición colectiva (2022)[6]
- Mezcal y Maguey de Aguascalientes (2021)[7]
- Surcos de tinta de Alondra Alonso (2021)[8]
- El espacio habitable de Gilda Castillo (2019)[9]
- Diseño: México-Italia de María Testelli y Ana Estrella Matute (2019)[10]
- Aviario de Patricia Henríquez (2018)[11]
- Abyecto XXI: Hábitat transitable de Jonathan Fuentes Elías (2016)[12]